# 257515 Zapperudi
257515 Zapperudi este un asteroid din centura principală de asteroizi.

## Descriere
257515 Zapperudi este un asteroid din centura principală de asteroizi. A fost descoperit pe 6 februarie 1997 la Linz la Observatorul Meyer-Obermair. Asteroidul prezintă o orbită caracterizată de o semiaxă mare de 2,79 ua, o excentricitate de 0,15 și o înclinație de 12,1° în raport cu ecliptica.